# Gregor Wenning
Gregor Karl Wenning (Horstmar, Westfalia, 21 de marzo de 1964-11 de febrero de 2024) fue un neurólogo alemán conocido por su trabajo clínico y científico sobre la enfermedad de Parkinson y los síndromes parkinsonianos atípicos, con especial interés en la atrofia multisistémica (MSA). En 2006 fue nombrado catedrático y director de la División de Neurobiología Clínica de la Universidad Médica de Innsbruck.

## Juventud, educación y formación
Gregor K. Wenning nació el 21 de marzo de 1964, hijo de Karl-Heinz Wenning, maestro de escuela, y de Elisabeth Wenning  (de soltera Terwort), secretaria. Uno de sus hermanos es el músico y compositor eclesiástico alemán Martin Wenning.
Tras finalizar el bachillerato, estudió Medicina (1983-1990) en la Universidad Wilhelms de Muenster (Westfalia) con una beca de la Fundación Nacional Alemana de Becas. Terminó sus estudios en 1991 con una tesis sobre la degeneración del sistema motor y obtuvo su doctorado «summa cum laude».
De 1992 a 1994, obtuvo una beca de investigación de la Sociedad de la Enfermedad de Parkinson del Reino Unido y se convirtió en becario de investigación clínica y estudiante de doctorado en el Instituto de Neurología (Queen Square) de Londres, donde realizó trabajos sobre los aspectos experimentales, clínicos y neuropatológicos de la atrofia multisistémica (MSA). En enero de 1996, completó el doctorado de investigación en MSA en la Universidad de Londres, obteniendo el título de Doctor en Filosofía (PhD). El título de su tesis fue «Un estudio clínico-patológico y de experimentación con animales de la atrofia multisistémica».
Entre 1997 y 1999, completó su formación para convertirse en especialista en neurología y psiquiatría en la Clínica Universitaria de Innsbruck. Posteriormente, estableció un programa de investigación sobre la MSA de éxito internacional en el Departamento de Neurología de dicha Universidad. En 1999, fue nombrado profesor asociado de neurología en la Facultad de Medicina de la Universidad de Innsbruck.

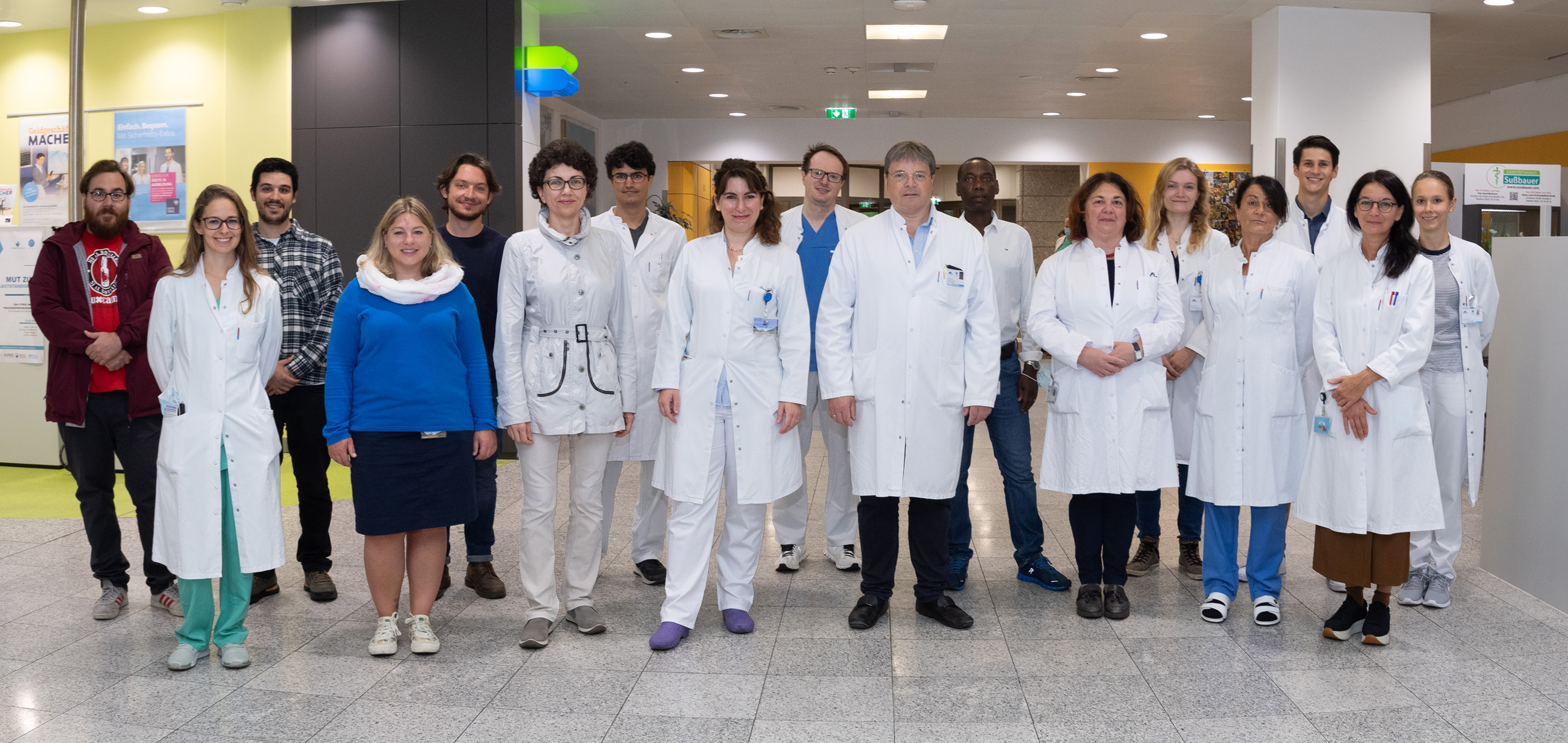
Division de Neurobiología de la Universidad Médica de Innsbruck

En 2006, fue nombrado catedrático de Neurobiología Clínica y director de la División de Neurobiología del Departamento de Neurología, la Universidad Médica de Innsbruck. En 2007, recibió el título de MSc «Master en Economía de la Salud» por la Universidad Privada de Servicios de Salud, Informática Médica y Tecnología (UMIT) de Hall in Tirol. En 2018, Wenning fue nombrado director del Centro de Disautonomía de la Universidad Médica de Innsbruck.

## Trabajo
El enfoque científico del trabajo de Wenning se centra en la investigación de los síndromes parkinsonianos atípicos, particularmente de la MSA, mediante estudios experimentales, clínico-patológicos y terapéuticos. Además de atender a pacientes con síndromes parkinsonianos y demencia, sus actividades clínicas incluyen también el estudio y tratamiento de trastornos autonómicos. Para ello, en el año 2000 creó uno de los primeros laboratorios de mesa basculante de Austria para el diagnóstico de alteraciones neurocirculatorias.

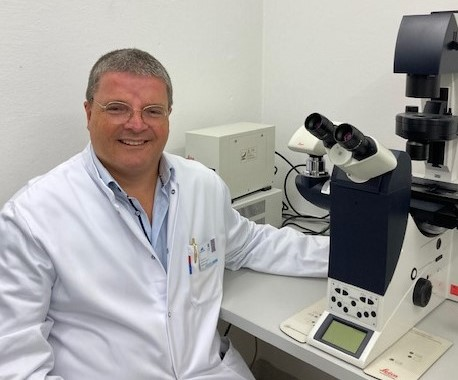
Prof. Wenning en su laboratorio en 2021

Sus contribuciones han ayudado a superar muchas de las dificultades asociadas a la distinción diagnóstica de los pacientes con MSA y enfermedad de Parkinson. El proceso de diferenciación de estas enfermedades, que a veces presentan síntomas muy similares, ha mejorado significativamente con la ayuda de herramientas de neuroimagen.
Como parte de su trabajo de laboratorio, Wenning desarrolló numerosos modelos experimentales para comprender mejor los mecanismos biológicos de la MSA. El primer modelo transgénico para la MSA, que combina factores genéticos y lesiones neurotóxicas similares a las observadas en seres humanos, ha generado una considerable atención internacional.
Como cofundador y coordinador del Grupo Europeo de Estudios sobre la MSA, Wenning dirige un consorcio de 24 centros especializados en la MSA en Europa e Israel, con el objetivo de impulsar marcadores diagnósticos precisos y la investigación terapéutica traslacional.
Desde 2012, el Dr. Wenning dirige la primera red mundial de investigación dedicada exclusivamente a la MSA.
En 2015 se convirtió en presidente de la Fundación Obispo Dr. Karl Golser (Facebook) que promueve el descubrimiento de terapias para los trastornos parkinsonianos atípicos. El primer premio Obispo Dr. Karl Golser fue otorgado al Dr. Vikram Khurana (Escuela de Medicina de Harvard) y al Dr. Gabor Kovacs (Universidad de Toronto) en 2018 por sus descubrimientos históricos en el campo de los trastornos neurodegenerativos. En 2020, el Prof. Stanley Prusiner, premio Nobel en 1997 por el descubrimiento de los priones, fue galardonado con el Premio Obispo Golser por su caracterización de la naturaleza priónica de la sinucleína en la MSA.

En 2019, el Dr. Wenning fue nombrado presidente del consejo asesor científico de la MSA Coalition de Estados Unidos, la mayor organización benéfica a nivel mundial sobre la MSA, que hasta la fecha ha apoyado más de 40 proyectos de investigación. En 2019, el Dr. Wenning fue nombrado miembro del claustro de la Universidad Médica de Innsbruck.  En septiembre de 2021 el Prof. Wenning fue elegido miembro del consejo directivo de la MSA Coalition que dirige los asuntos médicos y científicos a nivel global.

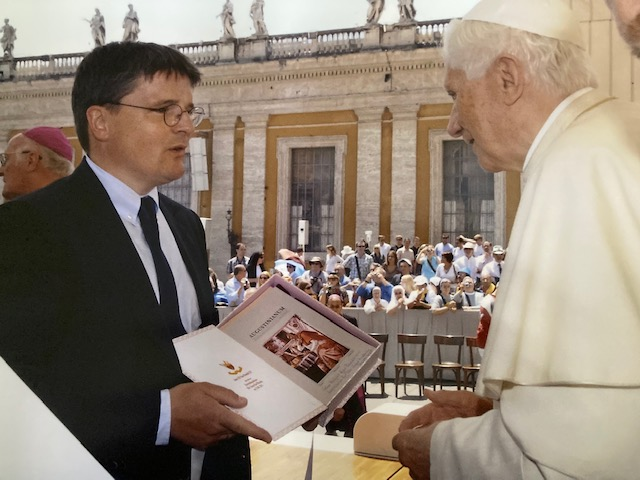
Prof. Wenning con el Papa Benedicto XVI en 2011

Además de su trabajo médico y científico, Wenning también se ha dado a conocer por sus obras y tratados filosóficos, principalmente sobre las enseñanzas de San Agustín. En junio de 2011 fue recibido en prima fila por el Papa Benedicto XVI, al que entregó una estatua de San Agustín proveniente del Tirol del Sur y tres de sus trabajos sobre el santo (Fotografía Felici).

## Premios y reconocimientos
- Beca - Fundación Nacional Alemana de Becas, 1983-1990

- Beca - Sociedad de la Enfermedad de Parkinson del Reino Unido, 1992-1994

- Premio Científico - Sociedad Austriaca de la Enfermedad de Parkinson, 1998 (primer beneficiario)

- Premio de investigación de la MSA - Premio Oppenheimer, 2004 (primer beneficiario)

- Premio de investigación de la MSA  - Premio JiePie Schouppe, 2014 (primer beneficiario)

- 2016 Conferencia inaugural Stephen Myers, Baltimore, EE. UU.

- 2017 Conferencia plenaria de la MSA, AAS Newport Beach, CA, EE. UU.

- 2017 Premio Dr. Johannes Tuba de la Tiroler Ärztekammer

- 2020 Premio JP Schouppe por los logros de toda una vida en la MSA
- En 2020 fue nominado al premio Wittgenstein

## Estancias en el extranjero
- Instituto de Neurología, Queen Square, Londres, Reino Unido (1992-1994)

- División de Neuroepidemiología, NINDS/NIH, Bethesda, EE. UU. (1996)

- Laboratorio de Función Autonómica, Hospital Nacional de Neurología y Neurocirugía, Queen Square, Londres, Reino Unido (2000)

- Grupo de Reparación Cerebral, Escuela de Biociencias, Universidad de Cardiff, Reino Unido (07/2004)

- Centro de Neurociencia Wallenberg, Sección de Neurología Restauradora, Lund, Alemania (04/2005)

- Western General Hospital, Toronto, Canada (07/2008)Western General Hospital, Toronto, Canadá (07/2008)

## Publicaciones destacadas
- Wenning et al. Brain 1994;117-835-845

- Wenning et al. Ann Neurol 1997,42:95-107

- Wenning et al. Lancet Neurol 2004; 3(2):93-103

- Wenning et al. Ann Neurol 2008;64:239-46
- Wenning et al. Lancet Neurol 2013;12:264-74

- Fanciulli & Wenning. N Engl J Med 2015; 372(3):249-63

- Krismer & Wenning. Nat Rev Neurol 2017; 17(13): 232-243

- 600 publicaciones revisadas por pares

- capítulos y libros con 30000 citaciones

- Índice H 88

- >250 charlas y presentaciones en conferencias internacionales y seminarios

## Resumen de edición
El contenido de esta edición pertenece al artículo ya existente en la Wikipedia en inglés Gregor Wenning; obsérvese su historia para su atribución.